# Integració per discs

Integració per discs

La integració per discs és un mitjà per calcular el volum d'un sòlid de revolució, en integrar al llarg de l'eix de revolució. Aquest mètode modela la forma generada de 3 dimenssions com una "pila" d'un nombre infinit de discs (de radi variable) i de gruix infinitesimal. En comptes de "anells" les possible fer servir "discs" (el mètode d'anells) és per sòlids de revolucions "buits", i utilitza els mateixos principis en què es basa la integració per discs.

## Definició

### Funció de x
Si la funció que girant genera el sòlid és una funció de x, la següent integral representa el volum del sòlid de revolució:
{\displaystyle \pi \int _{a}^{b}{\left[R(x)\right]}^{2}\ \mathrm {d} x}
on R(x) és la distància entre la funció i l'eix de rotació. Això només funciona si l'eix de rotació és horitzontal (exemple: y = 3 constant).

### Funció de y
Si la funció que girant genera el sòlid és una funció de y, la següent integral obtindrà el volum del sòlid de revolució:
{\displaystyle \pi \int _{c}^{d}{\left[R(y)\right]}^{2}\ \mathrm {d} y}
on R(y) és la distància entre la funció i l'eix de rotació. Això només funciona si l'eix de rotació és vertical (exemple: x = 4 constant).

### Sòlid "Buit" de revolució
Per obtenir el volum d'un sòlid de revolució "buit" (de vegades anomenat el "mètode de discs"), el procediment ha d'agafar el volum del sòlid de revolució interior i restar-lo de l'exterior. Això es pot calcular amb una integral única integral com la següent:
{\displaystyle \pi \int _{a}^{b}\left({\left[R_{O}(x)\right]}^{2}-{\left[R_{I}(x)\right]}^{2}\right)\mathrm {d} x}
on RO(x) és la funció que és més llunyana de l'eix de rotació i RI(x) és la funció que és més propera a l'eix de rotació. S'ha d'anar amb compte de no avaluar el quadrat de la diferència sinó la diferència dels quadrats de les dues funcions. {\displaystyle {\left[R_{O}(x)\right]}^{2}-{\left[R_{I}(x)\right]}^{2}\ \not \equiv \;{\left[R_{O}(x)-R_{I}(x)\right]}^{2}}

NOTA: la fórmula citada només funciona per revolucions sobre l'eix d'abscisses.
Per girar entorn de l'eix horitzontal, simplement es resta cada fórmula d'aquell eix:
si {\displaystyle h} és el valor d'un eix horitzontal, llavors el volum =
{\displaystyle \pi \int _{a}^{b}\left({\left[h-R_{O}(x)\right]}^{2}-{\left[h-R_{I}(x)\right]}^{2}\right)\mathrm {d} x.}
Per exemple, per girar la regió entre {\displaystyle y=-2x+x^{2}} i {\displaystyle y=x}
al llarg de l'eix {\displaystyle y=4}, s'hauria d'integrar de la manera següent:
{\displaystyle \pi \int _{0}^{3}\left({\left[4-\left(-2x+x^{2}\right)\right]}^{2}-{[4-x]}^{2}\right)\mathrm {d} x.}
Fixeu-vos que en integrar al llarg d'un eix diferent de {\displaystyle x}, l'altre eix pot no ser tan obvi. A l'exemple previ, to ti que {\displaystyle y=x} és més amunt que {\displaystyle y=-2x+x^{2}}, aquest és més interior, ja que és més proper a {\displaystyle y=4}
La mateixa idea es pot aplicar a l'eix d'ordenades com a qualsevol altre eix vertical. Només cal resoldre cada equació per {\displaystyle x} abans que s'introdueixi a la fórmula d'integració.